# Championnats d'Europe de breakdance 2022
Navigation
2021 2023
Les Championnats d'Europe de breakdance 2022 se déroulent du 5 au 6 novembre 2022 à Manchester au Royaume-Uni. La compétition devait initialement se dérouler en Russie avant d'être délocalisés en raison de l'invasion de l'Ukraine par la Russie.

## Podiums
| Épreuves | Or                               | Argent                        | Bronze                                         |
| -------- | -------------------------------- | ----------------------------- | ---------------------------------------------- |
| B-Girls  | India Dewi Sardjoe (India) (NED) | Antilai Sandrini (Anti) (ITA) | Vanessa Marina Cartaxo Farinha (Vanessa) (POR) |
| B-Boys   | Danis Civil (Dany) (FRA)         | Karam Singh (Kid Karam) (ENG) | Igor Wypiór (Wigor) (POL)                      |